# نادي ميلغار أريكيبا
نادي ميلغار أريكيبا (بالإسبانية: Foot Ball Club Melgar)‏ نادي كرة قدم بيروفي يلعب في دوري الدرجة الممتازة. تم تأسيس النادي في سنة 1915.